# Конаку (Констанца)
Конаку (рум. Conacu) насеље је у Румунији у округу Констанца у општини Кобадин. Oпштина се налази на надморској висини од 66 m.

## Становништво
Према подацима из 2002. године у насељу је живело 435 становника, од којих су сви румунске националности.